# Har Ofa'im
Har Ofa'im (hebrejsky הַר עֳפָאִים‎) je hora o nadmořské výšce 1106 metrů v severním Izraeli, v Horní Galileji.
Nachází se v centrální části masivu Har Meron, asi 1 kilometr jihozápadně od hlavního vrcholku masivu. Má podobu převážně odlesněné náhorní plošiny, která pak vybíhá na západní straně v úzký hřbet. Svahy har Ofa'im jsou ovšem hustě zalesněné. Terén spadá na severní straně prudce do údolí vádí Nachal Ofa'im, na jižní straně je to údolí Nachal Zeved. Podél západního úpatí hory probíhá údolí Nachal Kaziv. Jihovýchodně od vrcholku se nachází jeskyně, pramen Be'er Rom (באר רום‎) a zbytky drúzské vesnice Džarmak, připomínané zde na vrcholu Meronu ve středověku.